# Geranium vagans
Geranium vagans är en näveväxtart som beskrevs av John Gilbert Baker. Geranium vagans ingår i släktet nävor, och familjen näveväxter.

## Underarter
Arten delas in i följande underarter:
- G. v. vagans
- G. v. whytei